# Aeroporto di Katowice-Pyrzowice
L'Aeroporto di Katowice-Pyrzowice (IATA: KTW, ICAO: EPKT) è un aeroporto polacco situato nei pressi della cittadina di Pyrzowice, voivodato della Slesia, circa 30 km a nord di Katowice e raggiungibile tramite una diramazione della Superstrada S1.
La struttura, posta all'altitudine di 303 m / 995 ft sul livello del mare, è dotata di due terminal passeggeri, uno per i voli nazionali e l'altro per quelli internazionali, e di una pista con fondo in calcestruzzo lunga 2 800 m e larga 60 m (10 183 x 195 ft) ed orientamento 09/27, equipaggiata con dispositivi di assistenza all'atterraggio tra i quali un impianto di illuminazione ad alta intensità (HIRL), con segnalazione della zona di touchdown (TDZL) ed indicatore di angolo di approccio PAPI.
L'aeroporto è gestito dalla Górnośląskie Towarzystwo Lotnicze S.A., effettua attività secondo le regole e gli orari sia IFR che VFR ed è aperto al traffico commerciale.
Con oltre sei milioni di passeggeri nel 2024 è il quarto aeroporto della Polonia, appena alle spalle dell'Aeroporto di Danzica

## Collegamenti

### Auto
Nel 2007 è stata inaugurata una nuova autostrada tra "Podwarpie" e l'edificio del terminal.

### Mezzi pubblici
C'è un servizio bus tra Katowice e l'aeroporto. L'autobus parte ogni ora dalla stazione ferroviaria e dal Katowice Qubus Hotel Novotel Katowice e Sosnowiec. Il viaggio dura 50 minuti da Katowice. Il biglietto costa 20 PLN (5 EUR).

## Terminal

### Terminal A
Ospita gli arrivi e le partenze dei voli non-Schengen.

### Terminal B
Molto più grande del terminal A, viene utilizzato per i collegamenti diretti verso destinazioni all'interno dell'area Schengen.

### Terminal C
Già progettato è un successivo ampliamento delle corsie dei posteggi e la costruzione di un terzo terminal per i passeggeri, insieme a una nuova pista di atterraggio.